# ヒューマニスティック
| 専門評論家によるレビュー | 専門評論家によるレビュー |
| レビュー・スコア         | レビュー・スコア         |
| 出典                     | 評価                     |
| ------------------------ | ------------------------ |
| オールミュージック       | [ 1 ]                    |
| ポップマターズ           | 好意的                   |

『ヒューマニスティック』(Humanistic) は、アバンダンド・プールズのデビュー・アルバム。2001年9月にエクスタシー・レコード・インターナショナルから発表された。収録曲のうち2曲が共同で作詞・作曲されているが、トミー・ウォルターのソロ作品である。新曲のほか、テリーやメトロマックス時代に制作した楽曲もいくつか収録された。
「レメディー」「ブラッド」のようなダークで陰鬱、時にアグレッシヴな楽曲と、「スタート・オーヴァー」「サニー・デイ」に見られる、より静かでアップビートな楽曲の対照性がこのアルバムの特徴である。暗い歌詞のテーマにキーボードが皮肉めいた明るい旋律を奏でる「ルーイン・ユア・ライフ」、激しいコーラスの「フルオレセイン」のほか、様々な収録曲で不明瞭なボーカル・レコーディングがフィーチャーされているなど、明らかなインダストリアル・ロックの要素が見られる。また、シンセ・エフェクトを使用した楽曲も数多い。フレンテ!のアンジー・ハートが、バッキング・ボーカルとして4曲に参加しており、ハートのハーモニー・スタイルとウォルターのアンドロギュノスな声質がユニークな化学反応を聴かせている。

## ツアーとプロモーション
『ヒューマニスティック』は2001年9月に発表されたが、主なプロモーションは2002年初頭から半ばまでの間に行われた。その結果、アルバムとそのシングルは2002年3月までチャート入りせず、ピークを記録するのは5月ごろであった。ツアーでは、サポート・メンバーとしてリア・ランディとブライアン・ヘッドがベースとドラムスで参加した。全米ツアーは成功を収め、ガービッジやレニー・クラヴィッツらとともにヘッドライナーを務めたりもした。
アルバムのリード・シングル「レメディー」はミュージック・ビデオも制作され、MTV2で回数多く放送された。第2弾と第3弾ビデオ/シングルとして「マーシー・キス」と「モンスター」も制作されたが、後者はツアーの映像を使用しており、ずっと後になってMTVのウェブサイトで公開に至った。「スタート・オーヴァー」は2002年3月に発表された『ヴァン・ワイルダー』のサウンドトラックに収録された。
2002年6月5日放送の『ザ・トゥナイト・ショー・ウィズ・ジェイ・レノ』と、同年6月26日放送の『ザ・レイト・レイト・ショー・ウィズ・クレイグ・キルボーン』に出演し、「レメディー」を演奏した。同年11月に放送開始になったMTVのアニメ番組『クローン・ハイ』では、『ヒューマニスティック』の収録曲が数多く使用されており、「スタート・オーヴァー」は番組のエンディング・テーマに使用された。2003年2月の『クローン・ハイ』終了後、主にエクスタシー・レコード・インターナショナルの解散を理由にツアーが中止になった。

## 批評
アルバムは総じて高い賞賛を受けた。ポップマターズのジェイソン・トンプソンは『ヒューマニスティック』をビリー・コーガンのソロ作と比較した上で、『ヒューマニスティック』をより高く評価した。トンプソンは「素晴らしいアルバムであり、エレクトロ・ポップの傑作として見なすことができる」「ウォルターはヘヴィネスを維持しながら、羽毛のように軽快なデンス・ポップ作品を生みだす才能がある」と公言した。オールミュージックのトム・ジュレックは、31歳のウォルターは「子供」だと何度も言及しながらも、ウォルターを「傷つきやすく、道に迷った感情を、群を抜くには充分なほどロックな言葉で表現するそのスタイルは、まさにハード・ロック版のトミー・グノーシスである」と表現した。

## 収録曲
全作詞作曲：特記なき限りトミー・ウォルター。
1. 「レメディー」(The Remedy) - 3:57
2. 「マーシー・キス」(Mercy Kiss) - 3:17
3. 「スタート・オーヴァー」(Start Over) - 4:03（トミー・ウォルター、ピート・パゴニス）
4. 「モンスター」(Monster) - 3:49
5. 「ブラッド」(Blood) - 4:13
6. 「サバーバン・ミューズ」(Suburban Muse) - 3:50
7. 「サニー・デイ」(Sunny Day) - 4:02
8. 「L.V.B.D.」(L.V.B.D.) - 3:27
9. 「ルーイン・ユア・ライフ」(Ruin Your Life) - 3:45
10. 「ネヴァー」(Never) - 3:38（トミー・ウォルター、ピート・パゴニス）
11. 「シード」(Seed) - 3:30
12. 「フルオレセイン」(Fluorescein) - 4:19

## パーソネル
- トミー・ウォルター
- シーン・スレイド
- ジョシュ・フリーズ
- アンジー・ハート
- YOSHIKI - エグゼクティブ・プロデューサー

## チャート成績
| 年     | チャート                                      | 最高順位 |
| ------ | --------------------------------------------- | -------- |
| 2002年 | ヒートシーカーズ                              | 12       |
| 2002年 | トップ・ヒートシーカーズ (Northeast)          | 4        |
| 2002年 | トップ・ヒートシーカーズ (East North Central) | 10       |
| 2002年 | トップ・ヒートシーカーズ (Pacific)            | 9        |
| 2002年 | トップ・ヒートシーカーズ (Middle Atlantic)    | 8        |

| 年     | シングル       | チャート                | 最高順位 |
| ------ | -------------- | ----------------------- | -------- |
| 2002年 | 「レメディー」 | Hot Adult Top 40 Tracks | 35       |
| 2002年 | 「レメディー」 | Hot Modern Rock Tracks  | 27       |